# Tylana mameti
Tylana mameti är en insektsart som beskrevs av Synave 1961. Tylana mameti ingår i släktet Tylana och familjen sköldstritar. Inga underarter finns listade i Catalogue of Life.